# St. Laurentius (Aisch)

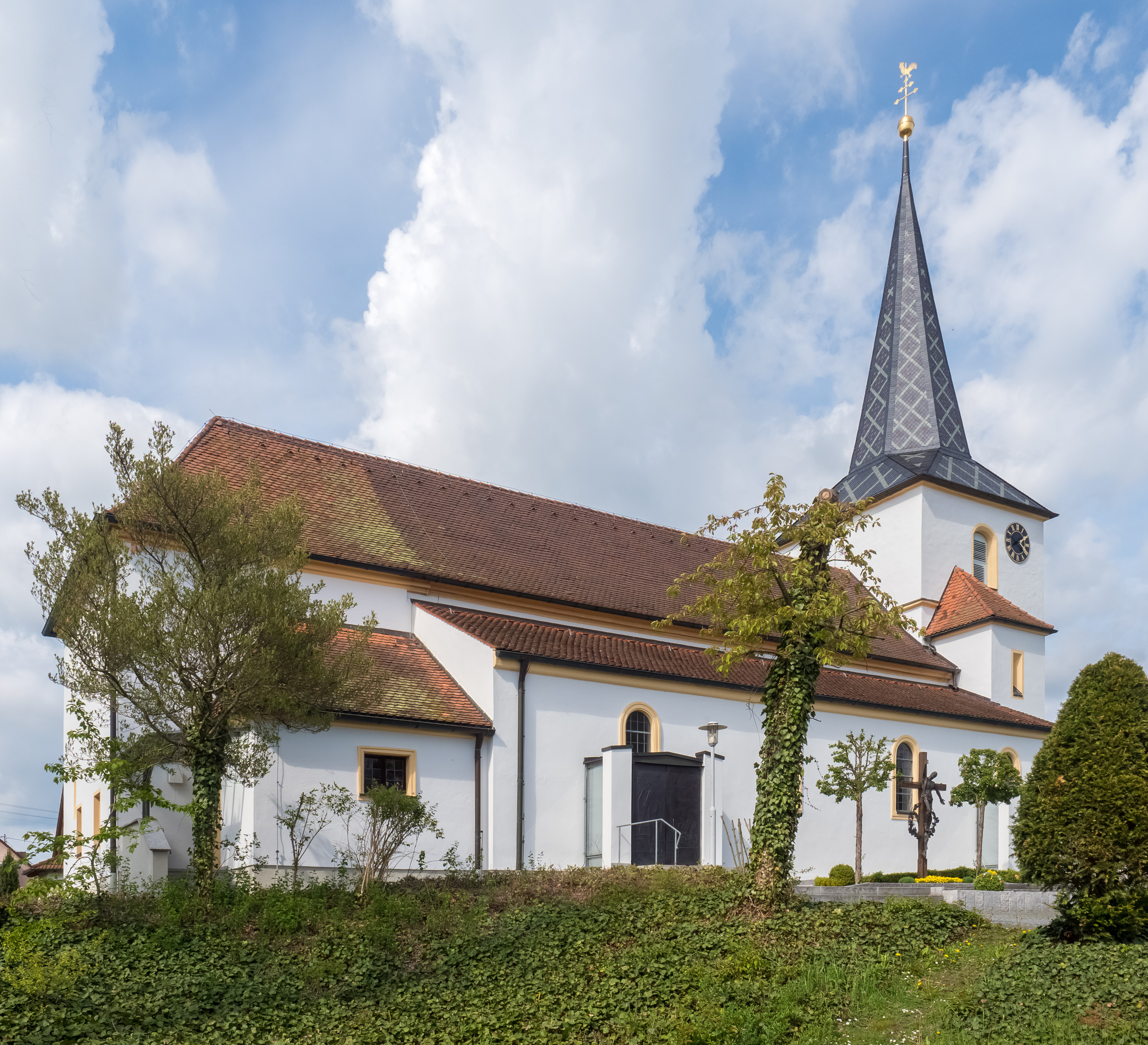
St. Laurentius (Aisch)

Die römisch-katholische, denkmalgeschützte Filialkirche St. Laurentius steht in Aisch, einem Gemeindeteil der Stadt Adelsdorf im Landkreis Erlangen-Höchstadt (Mittelfranken, Bayern). Das Bauwerk ist unter der Denkmalnummer D-5-72-111-25 als Baudenkmal in die Bayerische Denkmalliste eingetragen. Die Kirchengemeinde gehört zum Seelsorgebereich Höchstadt im Dekanat Forchheim des Erzbistums Bamberg. Kirchenpatron ist Laurentius von Rom.

## Beschreibung
Zum ersten Mal wurde im Jahre 1414 eine Kirche erwähnt. Von ihr sind nur noch Teile des Chorturmes vorhanden. An ihn wurde das um 1701 barockisierte Langhaus nach Westen angebaut. 
Es fanden mehrere Umbauten statt. Das barocke Tonnengewölbe wurde 1827 herausgenommen und durch eine Flachdecke ersetzt. 1935 wurde das Langhaus nach Westen verlängert und nach Süden durch ein Seitenschiff ergänzt. Der Altar wurde nach Westen ausgerichtet. 
In den Jahren 1994 bis 1996 erfolgte eine Neugestaltung der Kirche. Die liturgische Ausrichtung erfolgte wieder nach Osten, der Hochaltar wurde wieder im Joch des Chorturms aufgestellt. Der Volksaltar fand vor dem Chorbogen Platz. Die 1935 eingebauten, massiven Pfeiler zwischen Mittel- und Seitenschiff wurden durch schlanke Breitflanschträger ersetzt. 
Zur Kirchenausstattung gehören ein frühbarocker Beichtstuhl und eine kleine Pietà aus dem 15. Jahrhundert. Mit der Weihe des Altars am 11. August 1996 durch Karl Braun wurde die bauliche Neugestaltung vorerst abgeschlossen. Mit der Weihe der von Johannes Rohlf gebauten Orgel mit 13 Registern, 2 Manualen und einem Pedal auf der Empore am 4. Juli 1999 hat die Neugestaltung ihren endgültigen Abschluss gefunden.